# A legnépszerűbb weboldalak listája
Ez a szócikk a világ 50 legnépszerűbb weboldalát listázza a SimilarWeb Ltd. által összeállított 2023. januári lista alapján.

## A lista
| Weboldal           | Domain              | Helyezés (Similarweb Top 50) | Kategória                                      | Ország vagy terület |
| ------------------ | ------------------- | ---------------------------- | ---------------------------------------------- | ------------------- |
| Google             | google.com          | 1 ()                         | keresőmotor                                    | Egyesült Államok    |
| YouTube            | youtube.com         | 2 ()                         | videómegosztó                                  | Egyesült Államok    |
| Facebook           | facebook.com        | 3 ()                         | közösségi háló                                 | Egyesült Államok    |
| Twitter            | twitter.com         | 4 ()                         | közösségi háló                                 | Egyesült Államok    |
| Instagram          | instagram.com       | 5 ()                         | képmegosztó és közösségi háló                  | Egyesült Államok    |
| Wikipédia          | wikipedia.org       | 6 ()                         | online enciklopédia                            | Egyesült Államok    |
| Baidu              | baidu.com           | 7 (1)                        | keresőmotor                                    | Kína                |
| Yandex             | yandex.ru           | 8 ()                         | keresőmotor                                    | Oroszország         |
| Yahoo              | yahoo.com           | 9 ()                         | portál és média                                | Egyesült Államok    |
| xVideos            | xvideos.com         | 10 (1)                       | felnőtt tartalom                               | Csehország          |
| WhatsApp           | whatsapp.com        | 11 (1)                       | azonnali üzenetküldés                          | Egyesült Államok    |
| Pornhub            | pornhub.com         | 12 (1)                       | felnőtt tartalom                               | Kanada              |
| Amazon             | amazon.com          | 13 (1)                       | e-kereskedelem és felhő alapú számítástechnika | Egyesült Államok    |
| XNXX               | xnxx.com            | 14 ()                        | felnőtt tartalom                               | Franciaország       |
| Live               | live.com            | 15 (1)                       | azonnali üzenetküldés                          | Egyesült Államok    |
| Yahoo JP           | yahoo.co.jp         | 16 (1)                       | a Yahoo japán oldala                           | Japán               |
| Docomo             | docomo.ne.jp        | 17 (1)                       | telekommunikáció                               | Japán               |
| TikTok             | tiktok.com          | 18 (1)                       | videómegosztó és közösségi háló                | Kína                |
| reddit             | reddit.com          | 19 ()                        | beszédközösségek és hálózatépítés              | Egyesült Államok    |
| Netflix            | netflix.com         | 20 ()                        | streamingszolgáltatás/online TV                | Egyesült Államok    |
| LinkedIn           | linkedin.com        | 21 ()                        | közösségi háló                                 | Egyesült Államok    |
| Office             | office.com          | 22 ()                        | online irodai alkalmazáscsomag                 | Egyesült Államok    |
| Zen News           | dzen.ru             | 23 ()                        | vallási hit és meggyőződések                   | Oroszország         |
| VK                 | vk.com              | 24 (1)                       | közösségi háló                                 | Oroszország         |
| Samsung            | samsung.com         | 25 (2)                       | szórakoztató elektronika                       | Dél-Korea           |
| Yandex Turbo Pages | turbopages.org      | 26 ()                        | hírportál                                      | Oroszország         |
| xHamster           | xhamster.com        | 27 (1)                       | felnőtt tartalom                               | Ciprus              |
| Microsoft Online   | microsoftonline.com | 28 ()                        | szoftverek és technológia                      | Egyesült Államok    |
| Naver              | naver.com           | 29 (1)                       | hírportál                                      | Dél-Korea           |
| Bilibili           | bilibili.com        | 30 ()                        | animáció és képregények                        | Kína                |
| Weather            | weather.com         | 31 ()                        | időjárás-előrejelzés                           | Egyesült Államok    |
| Mail.Ru            | mail.ru             | 32 ()                        | elektronikus levelezés                         | Oroszország         |
| Bing               | bing.com            | 33 (1)                       | keresőmotor                                    | Egyesült Államok    |
| Twitch             | twitch.tv           | 34 (1)                       | élő közvetítés (elsősorban videójátékok)       | Egyesült Államok    |
| Discord            | discord.com         | 35 (1)                       | közösségi háló                                 | Egyesült Államok    |
| Pinterest          | pinterest.com       | 36 ()                        | képmegosztó és közösségi háló                  | Egyesült Államok    |
| MSN                | msn.com             | 37 (5)                       | hírportál                                      | Egyesült Államok    |
| Microsoft          | microsoft.com       | 38 ()                        | szoftverek és technológia                      | Egyesült Államok    |
| RealSRV            | realsrv.com         | 39 (3)                       | felnőtt tartalom                               | Egyesült Államok    |
| Roblox             | roblox.com          | 40 (2)                       | videójátékok                                   | Egyesült Államok    |
| Zoom               | zoom.us             | 41 ()                        | videóchat és közösségi háló                    | Egyesült Államok    |
| DuckDuckGo         | duckduckgo.com      | 42 ()                        | keresőmotor                                    | Egyesült Államok    |
| QQ                 | qq.com              | 43 ()                        | azonnali üzenetküldés és hírportál             | Kína                |
| Fandom             | fandom.com          | 44 ()                        | művészet és szórakoztatás                      | Egyesült Államok    |
| Quora              | quora.com           | 45                           | szótár és online enciklopédia                  | Egyesült Államok    |
| Stripchat          | stripchat.com       | 46                           | felnőtt tartalom                               | Egyesült Államok    |
| Globo              | globo.com           | 47 (1)                       | hírportál                                      | Brazília            |
| Yahoo! News        | news.yahoo.co.jp    | 48 (2)                       | hírportál                                      | Egyesült Államok    |
| eBay               | ebay.com            | 49 (2)                       | online aukció és vásárlás                      | Egyesült Államok    |
| Odnoklassniki      | ok.ru               | 50                           | közösségi háló                                 | Oroszország         |

## Fordítás
Ez a szócikk részben vagy egészben  a   List of most popular websites című angol Wikipédia-szócikk ezen változatának fordításán alapul.  Az eredeti cikk szerkesztőit annak laptörténete sorolja fel. Ez a jelzés csupán a megfogalmazás eredetét és a szerzői jogokat jelzi, nem szolgál a cikkben szereplő információk forrásmegjelöléseként.